# 孫夫人
孫夫人（そんふじん、生没年不詳）は、中国後漢末期の人物。孫権の妹で劉備の即位前の正室の一人（生別した）。
実名は不明。京劇で使われる孫尚香（そん しょうこう）の名前で知られている。同じく『三国志演義』では孫仁（史実では孫堅の末子孫朗の別称）として設定されている。
『三国志』には列伝が立てられていないものの、兄と夫はいずれも三国時代の英雄であり、さらに自身の武勇の逸話も相まって、小説・戯曲などの題材となっている。『百美新詠図伝』によると、中国歴朝で最も名高い美人百人に選ばれている。

## 生涯
正史『三国志』蜀書において言及されたが、劉備の妻として立伝されたことはない。呉の人物でありながら呉書にも一切の記述がない。
孫権の意向により劉備に嫁いだ。そのため、劉備は京口に行って義兄である孫権と会見し、二人は友好関係を築いたという。
建安17年（212年）、劉備が数万人の兵を率いて益州に侵攻した際、孫権は大きな船で妹を迎えて揚州に帰郷した。孫夫人自らが形式上の息男である劉禅を連れて帰ろうとしたため、諸葛亮は趙雲に命じて長江を封鎖し、劉禅を奪還した。劉備は成都へ入城後、呉氏を新しい夫人として迎えた。

## その後の孫夫人に関して
帰郷後の孫夫人の動向は、不明である。三国時代の史書に記載が見当たらない。一説には夷陵の戦いの末に劉備が孫権との関係を修復し、蜀漢の地に送られ、その途上で劉備が既に病死したことを聞き長江に身を投げたとされる。杭世駿は、自殺説が明の後期から出た誤伝であることが指摘される。

## 人物

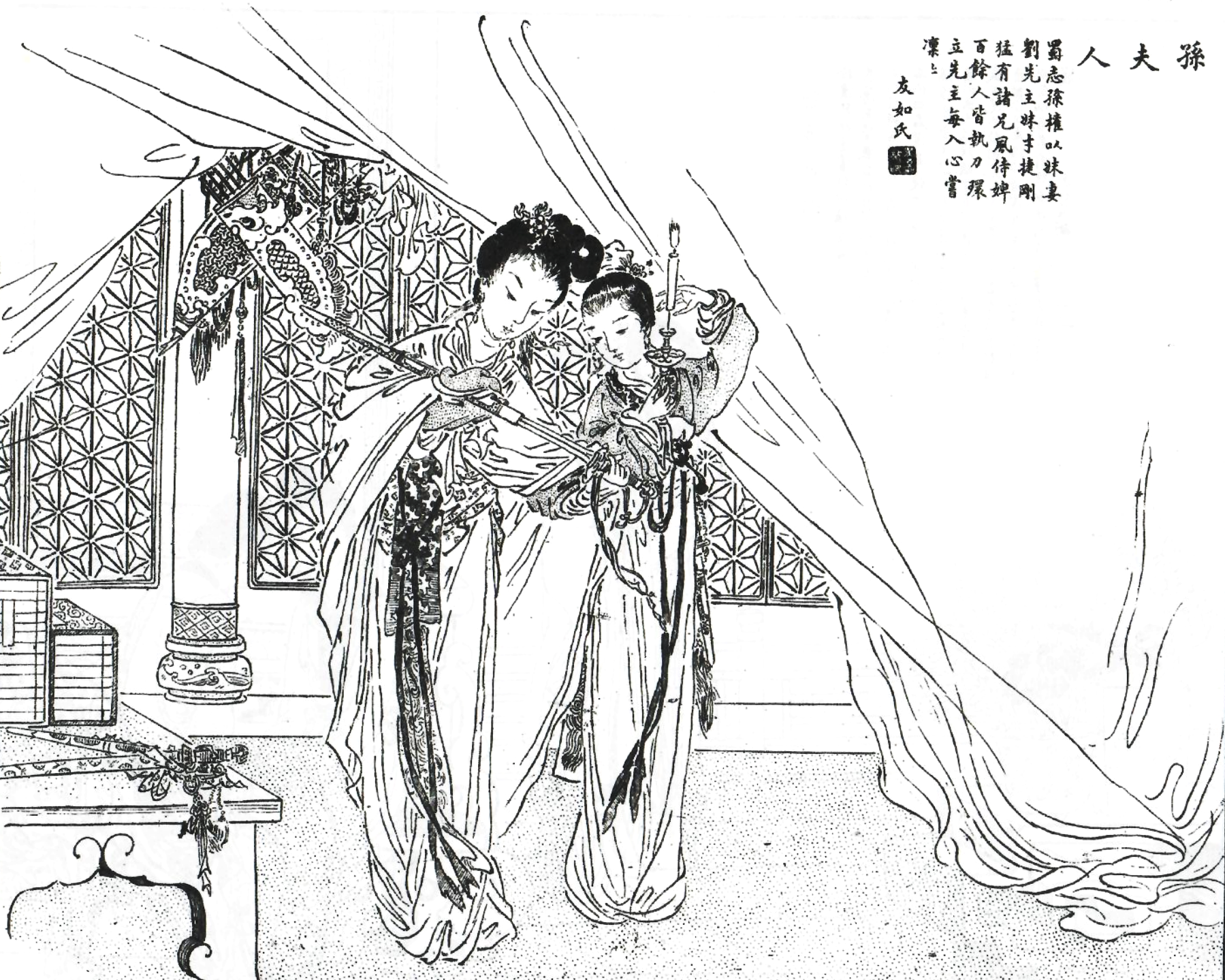
孫夫人（『古今百美図』）

法正伝には人柄が記載されており、才気・剛勇の点で兄達の面影があったとされる。さらに「北に曹操、南に孫権、更に内にあっては孫夫人の脅威があり、その中で我が君が志を遂げたのは、ひとえに法孝直の功績である」との諸葛亮の言が記されている。結婚の際に100人以上の侍女を付き、その上に兵士を与えられたことから、孫権が妹を可愛がっている様子が窺える。孫夫人も孫権の妹であることをかさにきて驕り高ぶった性格で、自分の兵士を引き連れて劉備方の法令を守らず自分に任せて行動したことが多い。そのため劉備は監視役として趙雲を派遣する。夫婦関係は不明だが、孫夫人の侍女たちが皆武装して侍立していたため、劉備は奥に入るとき常に怖れていたと記載されている。

## 三国志演義における孫夫人
小説『三国志演義』では、呉国太（架空の人物、孫堅の第二夫人、第一夫人呉夫人の妹）が生母という設定になっている。
身の回りには常に武装した侍女たちが付き、自身の部屋には武具が飾り立てられている、と描かれている。兄の孫権が呉侯であることから、彼女もまた臣下から「東呉郡主」（諸侯の姉妹か娘の称号）と呼ばれている。
劉備との政略結婚の話の時に、初めて孫夫人の名前が出てくる。周瑜発案の婚姻政策により劉備を呼び寄せ、当初は殺そうと考えていたが失敗したため、代わりに国内に事実上拘留して骨抜きにさせるという計略を立てる。しかし、趙雲が諸葛亮より授かった策を用いることで、劉備は孫夫人と共に荊州へ脱出することに成功する。夫となる劉備とは年齢が30歳近くも離れていたが、両人の仲は良好なものであったことになっている。
その後、劉備と孫権との関係が悪化する。孫権は母の呉国太の要望に従って、張昭と魯粛の策で孫夫人の旧臣である周善という者を派遣させ、孫夫人に母の呉国太が危篤との偽報を与え、阿斗（後の劉禅）を引き連れて帰国させようとする。しかし、それを発見した趙雲と張飛によって周善は斬られ、阿斗を奪い返されたので、彼女は一人で母国へ帰国することになる。
帰国した後の孫夫人については、原本や写本によって違いがある。いわゆる「毛宗崗本」は、夷陵の戦いで劉備が戦死したとの誤報を聞いて長江へ身を投げ、後世「梟姫祠」という廟がたてられたという挿話を加えている。
なお、一般に知られる「弓腰姫」という二つ名や、孫夫人自身も武装していたという設定は、吉川英治著の『三国志』にあるが演義にはない。
NHKの『人形劇 三国志』では「貞姫（ていき）」と名付けられ、劉備の前妻である淑玲（すうりん）と瓜二つであるという設定で登場している。